# Le nozze in villa
Le nozze in villa (título original en italiano; en español, Las bodas de pueblo) es una opéra-bouffe (dramma buffo) en dos actos con música de Gaetano Donizetti y libreto de Bartolomeo Merelli. Se estrenó en el Teatro Vecchio de Mantua durante el carnaval de 1820-1821.

## Personajes
| Personaje                     | Tesitura     | Reparto en el estreno |
| ----------------------------- | ------------ | --------------------- |
| Sabina                        | mezzosoprano | Fanny Eckerlin        |
| Trifoglio, maestro de escuela | bajo (bufo)  |                       |
| Claudio, rico propietario     | tenor        |                       |
| Don Petronio, padre de Sabina | bajo         |                       |
| Anastasia                     | contralto    |                       |

## Discografía
| Año  | Reparto (Sabina, Claudio, Petronio, Trifoglio) | Director de orquesta, Ópera y orquesta                     | Sello discográfico                                       |
| ---- | ---------------------------------------------- | ---------------------------------------------------------- | -------------------------------------------------------- |
| 1994 | Diana Montague, Paul Nilon, Jonathan Viera, ?  | David Parry, Orquesta Philharmonia, Coro Geoffrey Mitchell | CD Audio : Opera Rara Cat: ORCH 104 Grabación en estudio |